# Christine von Dohnanyi
Pour les articles homonymes, voir Bonhoeffer (homonymie) et von Dohnanyi.
Christine « Christel » von Dohnanyi (née Christine Bonhoeffer le 26 octobre 1903 à Königsberg et morte le 2 février 1965 à Cassel) est une résistante allemande au nazisme.

## Biographie
Christine Bonhoeffer est le cinquième enfant de Karl Bonhoeffer et de Paula von Hase, et la sœur de Dietrich et Klaus Bonhoeffer. Elle suit des études au Grunewald-Gymnasium. En septembre 1921, elle se fiance à Hans von Dohnanyi. En 1924, elle interrompt ses études en zoologie et se marie en 1925. Leur fille Barbara naît en 1926, leur premier fils Klaus en 1928, puis Christoph en 1929.
Christine von Dohnanyi participe à toutes les activités de résistance de son époux Hans von Dohnanyi qui la tient constamment informée de toutes ses activités.
Avec son mari et son frère Dietrich Bonhoeffer, elle est arrêtée par la Gestapo le 5 avril 1943 pour suspicion de haute trahison,. Hans von Dohnanyi, qui n'a pas connaissance de l'arrestation de son épouse et de son frère, tente d'envoyer des lettres à sa femme depuis la prison. Christine von Dohnanyi, toujours sous le coup d'une opération chirurgicale à l'estomac au début de 1943, est d'abord emmenée à la prison de police de Charlottenburger Kaiserdamm, puis détenue avec l'épouse et la secrétaire de Josef Müller au Quartier général de la police Alexanderplatz. Bien que détenue, elle tente de disculper d'autres membres de la résistance. Libérée quelques semaines plus tard, elle tente d'obtenir la libération de son mari et de son frère. Elle lui fait passer en contrebande des échantillons du bacille de la diphtérie pour, en la contractant, lui permettre d'éviter les interrogatoires mais aussi des messages secrets. Les contacts sont assurés par le juge d'instruction Manfred Roeder, qui allège considérablement les conditions de visite et de communication.
Après la reddition de Berlin, les Alliés lui accordent le 27 juin 1945 le statut de « victime du fascisme ». Elle continue à faire des recherches sur son mari et s'engage auprès des forces alliées pour que soit reconnue la résistance allemande au nazisme.
Sa tombe se trouve dans le cimetière de Dorotheenstadt. Son fils Klaus von Dohnanyi est à l'origine de la fondation Courage civil Hans et Christine von Dohnanyi.

## Dans les arts et la culture populaire

### Filmographie

#### Télévision
- 2017 : Anja Schneider le joue dans Charité.